# Clausena hainanensis
Clausena hainanensis är en vinruteväxtart som beskrevs av C.C. Huang & F.W. Xing. Clausena hainanensis ingår i släktet Clausena och familjen vinruteväxter. Inga underarter finns listade i Catalogue of Life.